# Gongshan

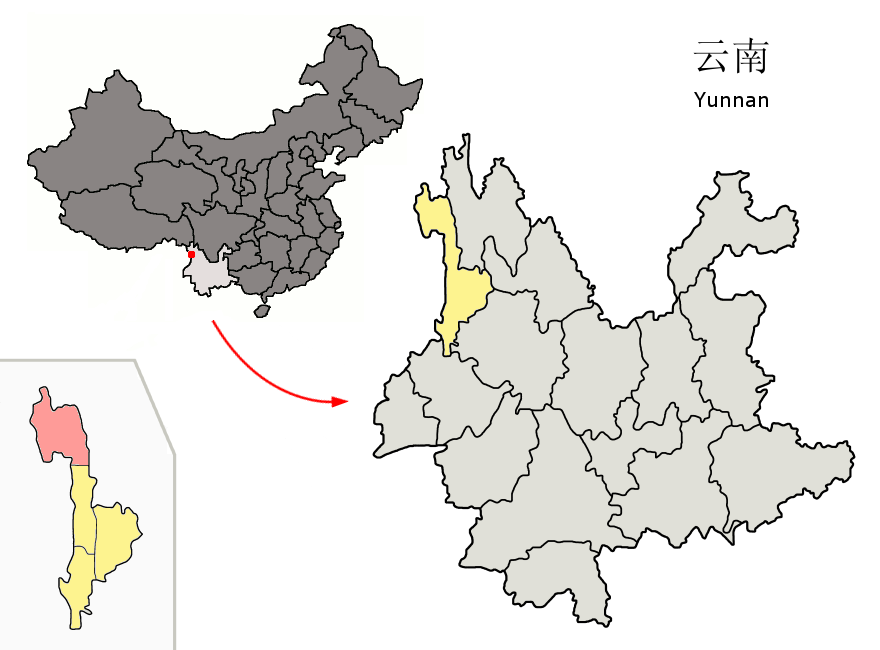
Lage des Autonomen Kreises Gongshan (rosa) im Autonomen Bezirk Nujiang (gelb)

Der Autonome Kreis Gongshan der Derung und Nu (贡山独龙族怒族自治县,  Gòngshān Dúlóngzú Nùzú zìzhìxiàn) ist ein autonomer Kreis der Derung und Nu, der zum Autonomen Bezirk Nujiang der Lisu (怒江傈僳族自治州,  Nùjiāng Lìsùzú Zìzhìzhōu) gehört und dessen nördlichster Kreis ist. Nujiang liegt im Nordwesten der chinesischen Provinz Yunnan. Gongshan hat eine Fläche von 4.381 km² und hat 38.471 Einwohner (Stand: Zensus 2020). 2012 hatte Gongshan 35.910 Einwohner, davon 96 % Angehörige ethnischer Minderheiten (14,96 % Derung und 18,3 % Nu, sonst vor allem Lisu, Primi, Naxi, Bai, Tibeter und Hui). Der Hauptort von Gongshan ist die Großgemeinde Cikai (茨开镇). Die Koordinaten des Kreises sind  27°29’-28°23’N und  98°08’-98°56’O. Der Kreis grenzt nördlich an das Autonome Gebiet Tibet (135 km Grenze) und westlich an Myanmar (Birma) (172 km Grenze). Der Autonome Kreis Gongshan liegt im Zentralbereich des Hengduan-Gebirges und umschließt die Täler des Nu Jiangs (Salween), des Mekongs (Lancang Jiang) und des Irrawady.

## Administrative Gliederung
Auf Gemeindeebene setzt sich der autonome Kreis aus einer Großgemeinde und vier Gemeinden zusammen. Diese sind:
- Großgemeinde Cikai (茨开鎮)
- Gemeinde Bingzhongluo (丙中洛乡)
- Gemeinde Pengdang/Wuqu (捧当乡/五区)
- Gemeinde Puladi/Sanqu (普拉底乡/三区)
- Gemeinde Dulongjiang (独龙江乡)